# Pholadomyoidea
Pholadomyoidea vormen een superfamilie van tweekleppigen uit de superorde Anomalodesmata.

## Families
- Parilimyidae Morton, 1981
- Pholadomyidae King, 1844